# Nagisa Ōshima
Nagisa Ōshima (大島 渚?, Ōshima Nagisa; Kyōto, 31 marzo 1932 – Fujisawa, 15 gennaio 2013) è stato un regista e sceneggiatore giapponese.
Fine sperimentatore e precursore di novità espressive, fu una delle personalità di spicco della Nouvelle Vague del cinema giapponese. Diverse sue realizzazioni destarono scandalo sia a livello nazionale che internazionale per il loro aspetto politico (Notte e nebbia del Giappone, Furyo) oppure trasgressivo (Ecco l'impero dei sensi).

## Biografia
Laureatosi in diritto e scienze politiche all'Università di Kyoto, la passione per il cinema spinge però Ōshima in tutt'altra direzione, il quale si fa infatti assumere presso la casa di produzione Shochiku, dove diventa assistente alla regia di cineasti quali Yoshitarō Nomura e Masaki Kobayashi. Dopo aver scritto sceneggiature e saggi ed articoli di critica cinematografica, esordisce alla regia nel 1959 con il film Il quartiere dell'amore e della speranza (Ai to kibo no machi), che fa seguito al cortometraggio Asu no taya, uscito nello stesso anno.
Il suo secondo lungometraggio, Racconto crudele della giovinezza (1960), secondo capitolo di un'ideale trilogia - assieme al precedente Il quartiere dell'amore e della speranza ed al successivo Il cimitero del sole - sulla gioventù tormentata d'un Giappone in continuo mutamento socioculturale, fu di fatto il suo bigliettino da visita presso la critica specializzata che, con le sue innovazioni formali e tematiche, si pose innanzitutto come una specie di manifesto per la Nouvelle Vague giapponese. Seguono, nel corso di quello stesso anno, altre due pellicole degne d'interesse, il summenzionato Il cimitero del sole e Notte e nebbia del Giappone, quest'ultimo una pellicola d'acceso e drammatico dibattito politico in cui, attaccando la stipula del trattato nippo-americano, il regista vi mette a nudo gli errori e le contraddizioni della sinistra giapponese, ma il suo radicalismo politico porta al sequestro del film.
Nel 1961 realizzò il film che lo rivelò al grande pubblico nipponico, L'addomesticamento, una trasposizione d'un romanzo di Kenzaburō Ōe, incentrato sul complesso rapporto che s'instaura tra gli abitanti d'un piccolo villaggio giapponese ed un soldato afroamericano sbarcatovi come prigioniero all'apice delle ostilità nippo-americane sul Pacifico contestualmente alla seconda guerra mondiale. Nel 1965 fonda la sua società di produzione, Sozosha, assieme alla moglie, l'attrice Koyama Akiko, e ad alcuni colleghi. Nel 1967 realizzò un film d'animazione, l'unico della sua filmografia, Cronache delle imprese dei ninja, trasposizione parecchio atipica e sperimentale dell'omonimo manga gekiga di Sanpei Shirato; ambientato nel Giappone feudale del XVI secolo, con al centro della vicenda un solitario e brutale ninja coinvolto in una rivolta di contadini oppressi, si segnala appunto per la messa in scena dell'intreccio, cioè un montaggio sequenziale "dinamico" della tavole originali del manga, narrate e commentate da una voce fuori campo.
Nel 1968 è la volta de L'impiccagione, grottesco film dai forti rimandi al teatro dell'assurdo e all'opera di Bertolt Brecht, incentrato sulle vicissitudini di un giovane studente sud-coreano condannato alla pena capitale che, a causa di un'amnesia, costringe loro malgrado le autorità ad inscenare la sua vita come una recita in modo tale da fargli ritornare la memoria, consentendo così l'esecuzione della sua sentenza. L'anno successivo girò, ispirandosi ad una storia vera, Il bambino, la vicenda d'una famiglia povera che per sbarcare il lunario spinge, fino a ridurlo quasi in fin di vita, il figlioletto a farsi coinvolgere in incidenti stradali dalla gravità sempre più crescente.
Con La cerimonia, del 1971, torna a soffermarsi sulle contraddizioni della società giapponese moderna e sul suo aspro scontro generazionale tra coloro nati rispettivamente prima e dopo la seconda guerra mondiale, attraverso la rappresentazione grottesca e dissacrante del funerale del patriarca d'una facoltosa famiglia nipponica, la cui storia viene parimenti ricostruita - in contrappunto ai momenti salienti della storia giapponese ante e postbellica - mediante la raffigurazione narrativamente ellittica e non lineare delle vite dei suoi singoli componenti. 
Il successo internazionale per Ōshima arriva soltanto nel 1975 con Ecco l'impero dei sensi, pellicola ispirata ad un fatto di cronaca avvenuto in Giappone negli anni trenta, con cui affronta l'intricata dinamica delle relazioni di potere tra uomo e donna, e tra individui altolocati ed individui subalterni, all'interno della società giapponese e la particolare interconnessione di sesso e morte insita nella stessa cultura nipponica, tracciandovi diversi rimandi e parallelismi col pensiero di Michel Leiris e Georges Bataille. Prima co-produzione con la Francia, il film suscita grandissimo scandalo a causa delle sue numerose scene di sesso non simulato e viene massacrato in Italia dalla censura, ma è tuttora considerato uno dei capolavori del cinema erotico. La trattazione di simili tematiche, soprattutto l'intersecazione tra amore e morte/piacere e dolore, prosegue poi tre anni dopo con L'impero della passione, anch'esso ispirato ad un fatto di cronaca (ma capitato nel tardo periodo Edo), vincitore del premio per la miglior regia al 31º Festival di Cannes e candidato (senza successo) dal Giappone per il Premio per il miglior film straniero alla 51ª edizione degli Oscar.
Nel 1983 realizza il suo film forse maggiormente noto, Furyo, un'altra fortunata co-produzione, stavolta con il Regno Unito e la Nuova Zelanda, incentrata sulla contrapposizione, paradossalmente alimentata da una strisciante e sottaciuta attrazione omosessuale, tra un soldato inglese, interpretato dalla stella musicale David Bowie, e il comandante, interpretato invece dal compositore Ryūichi Sakamoto (anche autore della colonna sonora del film), di un campo di concentramento giapponese sull'isola di Giava negli anni della seconda guerra mondiale, in cui le culture occidentale ed orientale vengono soppesate nelle loro rispettive ed alle volte contraddittorie sfaccettature. Del 1986 è invece Max amore mio, girato interamente in Francia, surreale commedia intrisa di forte erotismo, scritta con Jean-Claude Carrière (uno dei collaboratori di fiducia di Buñuel).
Negli anni novanta, Ōshima attraversa un periodo di inattività, dovuto anche ad un ictus che lo costringe ad una lunga convalescenza, ma alla fine realizza, sul finire del decennio, l'intenso Tabù - Gohatto (in cui si riavvale della collaborazione musicale di Sakamoto), un'altra storia di potere politico ed erotico che si consuma tra i ranghi della shinsengumi durante gli anni turbolentissimi del bakumatsu, presentato al festival di Cannes del 1999 e che sarà di fatto il suo ultimo film. Muore il 15 gennaio del 2013 a Fujisawa, nella prefettura di Kanagawa, all'età di 80 anni, a seguito di un'infezione polmonare.

## Filmografia

### Regia

#### Cinema
- Asu no taiya (1959) - cortometraggio
- Il quartiere dell'amore e della speranza (Ai to kibo no machi) (1959)
- Racconto crudele della giovinezza (Seishun zankoku monogatari) (1960)
- Il cimitero del sole (Taiyo no hakaba) (1960)
- Notte e nebbia del Giappone (Nihon no yoru to kiri) (1960)
- L'addomesticamento (Shiiku) (1961)
- Amasuka shiro Tokisada (1962)
- Gimei shojo (1964)
- Diario di Yumbogi (Yunbogi no nikki) (1965) - mediometraggio documentario
- Il godimento (Etsuraku) (1965)
- Il demone in pieno giorno (Hakuchu no torima) (1966)
- Cronache delle imprese dei ninja (Ninja bugei-cho) (1967)
- Suicidio forzato a due (Muri shinju: Nihon no natsu) (1967)
- Sulle canzoni sconce giapponesi (Nihon shunka-kô) (1967)
- Diario di un ladro di Shinjuko (Shinjuku dorobo nikki) (1968)
- Daitoa senso (1968)
- L'impiccagione (Koshikei) (1968)
- Il ritorno degli ubriachi (Kaette kita yopparai) (1968)
- Il bambino (Shonen) (1969)
- Storia segreta del dopoguerra: dopo la guerra di Tokyo (Tokyo senso sengo hiwa) (1970)
- La cerimonia (Gishiki) (1971)
- Viva il Bangladesh! (Joi! Bangla) (1972) - cortometraggio
- Sorellina d'estate (Natsu no imoto) (1972)
- Ecco l'impero dei sensi (Ai no corrida) (1976)
- L'impero della passione (Ai no borei) (1978)
- Furyo (Merry Christmas Mr. Lawrence) (1983)
- Max amore mio (Max mon amour) (1986)
- Kyoto, il posto di mia madre (Kyoto, My Mother's Place) (1991) - mediometraggio
- 100 Years of Japanese Cinema (1994) - documentario
- Tabù - Gohatto (Gohatto) (1999)

#### Televisione
- Giovinezza sotto il ghiaccio (Kori no naka no seishun) (1962) - documentario televisivo
- Un esercito imperiale dimenticato (Wasurerareta kogun) (1963) - documentario televisivo
- La traversata del Pacifico del battello Chita Niseigo (Chita Niseigo taiheiyô ôdan) (1964) - documentario televisivo
- Ripensando alle preziose lezioni del mio professore (Aogeba totoshi) (1964) - documentario televisivo
- Musume no kekkon (1964) - serie televisiva, episodio Poiché ti amo (Aisurebakoso)
- L'alba dell'Asia (Aija no akebono) (1964) - serie televisiva, 13 episodi
- Non fiction Gegiko (1964) - serie televisiva, episodi Il monumento della giovinezza (Seishun no ishibumi), La fortezza della tenacia (Hankotsu no toride) e Operaio delle ferrovie dello stato (Aru kokutetsu-jomuin)
- L'incidente del peschereccio (Gyosen sonansu) (1965) - mediometraggio televisivo
- Mao Tse-Tung e la rivoluzione culturale (Mo-taku-to to bunka daikakumei) (1969) - documentario televisivo
- Goze: Momoku no onna-tabigeinin (1972) - documentario televisivo
- I giganti (Kyojin-gun) (1972) - telefilm
- Bengal no chichi laman (1973) - documentario televisivo
- The Battle of Tsushima (ikiteiru nihonkaisen) (1975) - documentario televisivo
- Ikiteiru nihonkai-kaisen (1975) - documentario televisivo
- Ogon no daichi Bengal (1976) - documentario televisivo
- Ikiteiru umi no bohyo (1976) - documentario televisivo
- Ikiteiru gyokusai no shima (1976) - documentario televisivo
- Denki mo-taku-to (1976) - documentario televisivo
- Yokoi shoichi: guamu-to 28 nen no nazo o ou (1977) - documentario televisivo
- Shisha wa itsumademo wakai (1977) - documentario televisivo

#### Film promozionali
- Un piccolo viaggio avventuroso (Chiisana boken ryoko) (1964) - cortometraggio
- Io sono Bellet (Watashi-wa beretto) (1964) - mediometraggio